# Isaac ben Jacob ha-Cohen
Isaac ben Jacob ha-Cohen est un kabbaliste juif, né en Castille, probablement à Ségovie, dans le premier tiers du XIIIe siècle, mort au tournant des XIIIe et XIVe siècles.

## Sa vie
Isaac ben Jacob ha-Cohen entreprend avec son frère aîné, Jacob ben Jacob ha-Cohen, également éminent kabbaliste, un voyage dans le sud de France, afin de recueillir dans les communautés juives les traditions ésotériques issues de la famille Kalonymus, notamment du rabbin Juda le Pieux et de son fils Eléazar de Worms, ainsi que l’enseignement d'Isaac l'Aveugle, le maître de l’école de Posquières (Vauvert) au Languedoc. 
Jacob meurt à Béziers en 1280, mais Isaac rentre en Castille[réf. souhaitée], où il devient l'un des maîtres de l’école kabbalistique de Ségovie.

## Son œuvre
Tandis que son frère Jacob avait écrit le Sefer ha-Orah, Le Livre de la lumière, Isaac développe une Kabbale séfirotique où l’origine des forces du mal occupe une place importante. Dans son Traité sur l'émanation gauche (aẓilut) apparaît, pour la première fois, la conception d’une émanation négative, du « côté gauche » de la divinité, d’où procèdent les puissances maléfiques. « Ce thème court à travers tous les écrits de Isaac ben Jacob ha-Cohen », selon Gershom Scholem, et est un thème nouveau parmi les kabbalistes. Il influencera les auteurs du Sefer Ha Zohar.
On observe également dans son œuvre une tendance à dresser de longues listes d’êtres qu’il situe « en dessous du royaume des sefirot. « Ces émanations du second rang sont décrites comme « rideaux » (pargonim) devant les émanations séfirotiques, comme des « vêtements » des âmes intérieures des sefirot. « Ainsi, pour chaque d’en bas existe une force correspondante dans le monde d’en haut. 
L’œuvre Isaac ben Jacob ha-Cohen constitue l’un des exemples les plus remarquables de l’école kabbalistique castillane du XIIIe siècle, parce qu’elle permet, en particulier, d’observer comment « une Kabbale entièrement nouvelle a pu se forger en même temps de la première, comme si chacune s’exprimait sur un plan différent », selon Gershom Scholem sefirot.
Isaac paraît être aussi l'auteur d'autres textes sous des noms d'emprunt, dont le Pseudo-R. Eleazar Responsum et le Pseudo-R. Réponse de Yehushiel.